# Coelogyne kaliana
Coelogyne kaliana är en orkidéart som beskrevs av Phillip James Cribb.
Coelogyne kaliana ingår i släktet Coelogyne och familjen orkidéer. Inga underarter finns listade i Catalogue of Life.